# Pyrausta accolalis
Pyrausta accolalis là một loài bướm đêm trong họ Crambidae.